# Gerarchia di Von Neumann
In teoria degli insiemi, si usa il termine gerarchia di Von Neumann per indicare una particolare successione parametrizzata con numeri ordinali e definita per ricorsione come segue:
{\displaystyle {\begin{cases}V_{0}=\emptyset \\V_{\alpha +1}={\mathcal {P}}(V_{\alpha })\\V_{\lambda }=\bigcup _{\gamma \in \lambda }V_{\gamma }\qquad {\text{con }}\lambda {\text{ limite}}\end{cases}}}
(Con {\displaystyle {\mathcal {P}}(A)} s'intende l'insieme delle parti di {\displaystyle A}).
Osserviamo che, mentre dato un qualsiasi ordinale {\displaystyle \alpha } si ha che {\displaystyle V_{\alpha }} è un insieme, l'unione
{\displaystyle VN=\bigcup _{\alpha {\text{ ordinale}}}V_{\alpha }}
non è un insieme, ma una classe propria, infatti chiaramente esiste una funzione classe {\displaystyle F:ORD\rightarrow VN} iniettiva, ma siccome {\displaystyle ORD} è una classe propria allora l'immagine iniettiva di una classe propria è una classe propria.

## Proprietà
Valgono i seguenti fatti:
- {\displaystyle x\in y\in V_{\alpha }\Rightarrow \quad \exists \quad \beta \in \alpha {\text{ tale che }}x\in V_{\beta }}
- {\displaystyle \beta \leq \alpha \Rightarrow V_{\beta }\subseteq V_{\alpha }}
- {\displaystyle \alpha \subseteq V_{\alpha }{\text{ ma }}\alpha \notin V_{\alpha }}

## Gerarchia di Von Neumann e assioma di fondazione
La gerarchia di Von Neumann assume un particolare interesse se si considera l'assioma di fondazione, infatti si dimostrano i seguenti fatti in ZFC\(Assioma di Fondazione):
{\displaystyle {\text{Assioma di Fondazione}}\Leftrightarrow VN=V}

Rappresentazione grafica della gerarchia di Von Neumann: notare che l'unione di tutta la gerarchia assomiglia appunto ad una "V".

In altre parole, qualora si assuma per vero l'assioma di fondazione si ottiene {\displaystyle VN=V} (ricordiamo che con {\displaystyle V} indichiamo la classe propria di tutti gli insiemi.
È interessante osservare che la scelta della lettera {\displaystyle V} per designare tale classe, e quindi anche per indicare i vari insiemi della gerarchia, deriva dalla rappresentazione grafica a lato.
Questa raffigurazione permette anche di sottolineare la stretta relazione tra la gerarchia di Von Neumann e i concetti stessi di insiemi e classi: supponendo infatti di disegnare sul grafico alcune collezioni di oggetti, gli insiemi saranno sempre limitati da un elemento della gerarchia, le classi saranno tutte e sole le collezioni che "bucano" tutta la gerarchia verso l'alto.

## Gerarchia di Von Neumann e numero beth
Sia α ordinale, allora:
{\displaystyle |V_{\alpha }|={\begin{cases}^{\alpha }2=\underbrace {2^{2^{2^{\cdot ^{\cdot }}}}} _{\alpha \ volte}\qquad \quad se\quad \alpha \in \omega \\\beth _{\alpha -\omega }\qquad \qquad \quad se\quad \omega \leqslant \alpha \quad \land \quad \alpha \in \omega ^{2}\\\beth _{\alpha }\qquad \qquad \qquad se\quad \alpha \geqslant \omega ^{2}\end{cases}}}
con {\displaystyle ^{\alpha }2}  la tetrazione di 2 e {\displaystyle \beth _{\alpha }} il numero beth associato ad {\displaystyle \alpha }.

## Modelli di ZF
Un qualsiasi elemento della gerarchia di Von Neumann, per come è definito, rispetta gran parte degli assiomi della teoria degli insiemi di Zermelo - Fraenkel. Ad esempio sarà chiuso per unione, conterrà l'insieme vuoto (con l'eccezione di {\displaystyle V_{0}})...
Si potrebbe quindi sperare di trovare uno o più elementi della gerarchia che siano modelli della ZF, ovvero rendano veri tutti gli assiomi. È interessare esaminare alcuni casi particolari:
- {\displaystyle V_{\omega }} non rispetta l'assioma dell'infinito; infatti, sebbene {\displaystyle V_{\omega }} stesso sia infinito, tutti i suoi elementi sono finiti. Si dimostra facilmente che {\displaystyle V_{\omega }} rispetta tutti gli altri assiomi: {\displaystyle V_{\omega }\vDash ZF\setminus \{{\text{AI}}\}}.
- dato un qualsiasi ordinale successore {\displaystyle \alpha =\beta +1}, {\displaystyle V_{\alpha }} non rispetterà, tra gli altri, l'assioma della coppia: infatti {\displaystyle V_{\alpha }} conterrà {\displaystyle V_{\beta }} ma non il singoletto {\displaystyle \{V_{\beta }\}}, che non è altro che la coppia {\displaystyle \{V_{\beta },V_{\beta }\}}
- {\displaystyle V_{\omega +\omega }} rispetta l'assioma dell'infinito (contiene {\displaystyle \omega }) e l'assioma della coppia (difatti {\displaystyle \omega +\omega } è un ordinale limite, il più piccolo dopo {\displaystyle \omega }), ma non l'assioma di rimpiazzamento; infatti possiamo definire su ogni {\displaystyle n\in \omega } la funzione:

{\displaystyle f(n)=\omega +n}
Nonostante la funzione sia ben definita {\displaystyle \forall n\in \omega }, l'immagine di {\displaystyle \omega } tramite questa funzione sarebbe {\displaystyle \{\omega +1,\omega +2,\omega +3,\omega +4\dots \}=\omega +\omega }, che non è un elemento di {\displaystyle V_{\omega +\omega }} (nonostante ne sia un sottoinsieme).
In ultima analisi, si dimostra che un cardinale inaccessibile (maggiore di {\displaystyle \aleph _{0}}) è tale che {\displaystyle V_{\alpha }} è un modello per ZF; il fatto che la loro esistenza sia indecidibile all'interno di ZF è in linea con il secondo teorema di incompletezza di Gödel, che afferma che una teoria sufficientemente potente non può provare la propria coerenza, e quindi non si può trovare un modello per la ZF nell'ambito della ZF stessa.